# Vetschau
Vetschau/Spreewald (em baixo sorábio: Wětošow) é um município da Alemanha, situado no distrito de Oberspreewald-Lausitz, no estado de Brandemburgo. Tem 110,22 km² de área, e sua população em 2019 foi estimada em 7.941 habitantes.